# Charles R. Forbes
Charles Robert Forbes (14 februari 1878 – Washington D.C., 10 april 1952) was een Amerikaanse zakenman en politicus. Hij was directeur van het Veterans Bureau (Bureau voor veteranenzaken) (1921-1923) onder president Warren Harding en werd veroordeeld voor corruptie.

## Levensloop
Charles R. Forbes werd geboren in Schotland maar verhuisde op jonge leeftijd met zijn ouders naar de westkust van de Verenigde Staten. Forbes werd aannemer en projectontwikkelaar. Tijdens de Eerste Wereldoorlog diende hij in het Amerikaanse leger in Europa.
In 1915 hadden Forbes en zijn echtgenote in Honolulu Warren Harding leren kennen. De toenmalige senator was daar op reis met zijn echtgenote Florence en de echtparen werden vrienden. Nadat Harding in 1921 president van de Verenigde Staten was geworden, solliciteerde Forbes naar het voorzitterschap van de United States Shipping Board, dat toezicht hield op de Amerikaanse scheepsbouw. In plaats daarvan kreeg hij een positie in het ministerie van Financiën, op een verzekeringsafdeling. Toen in augustus 1921 het Veterans Bureau werd opgericht, werd Forbes wel de eerste directeur. 
Het bureau beschikte over een jaarbudget van een half miljard dollar dat voornamelijk diende voor de bouw van ziekenhuizen voor gewonde veteranen van de Eerste Wereldoorlog. Forbes toonde zich erg corrupt door steekpenningen van aannemers aan te nemen en ziekenhuisvoorraden uit de oorlog op de zwarte markt te verkopen. Bovendien was hij voortdurend op reis en verwaarloosde hij zijn taken. Claims van veteranen voor een behandeling in een veteranenziekenhuis bleven onbeantwoord.
Toen Harding van de verkoop van de ziekenhuisvoorraden vernam, gaf hij Forbes het bevel hiermee terstond te stoppen. Toen Forbes hier toch mee doorging, riep Harding hem bij zich op het Witte Huis en gaf hij hem er fysiek van langs. Harding eiste zijn ontslag, maar Forbes kreeg gedaan dat hij eerst naar Europa mocht reizen om van daaruit ontslag te nemen. Forbes reisde vervolgens niet met zijn echtgenote maar met zijn maîtresse naar Europa en kondigde daar in februari 1923 zijn ontslag aan . De echtgenoot van die maîtresse, een corrupte aannemer, gaf zichzelf vervolgens aan en vertelde de autoriteiten over de misdrijven van Forbes. Zo kwam aan het licht dat Forbes twee miljoen dollar had verduisterd en 200.000 brieven van veteranen onbeantwoord had gelaten.
Er volgde een onderzoek door de Senaat en ook een strafproces. Forbes werd in 1926 veroordeeld tot een gevangenisstraf van twee jaar

## Ohio Gang
Forbes werd samen met andere corrupte kabinetsleden onder president Harding gerekend tot de Ohio Gang. Ohio was de thuisstaat van president Harding en ook van Harry Daugherty en Jesse Smith, de minister van Justitie en diens rechterhand. Ook Albert Fall, minister van Binnenlandse Zaken die steekpenningen aannam van oliemaatschappijen, wordt tot de Ohio Gang gerekend.